# Curva Nord Mario Alberto Kempes
La Curva Nord Mario Alberto Kempes (abreviada a voltes com CN10) va ser la grada d'animació del València CF durant la dècada del 2010. Es va definir com de caràcter apolític i contrari a la violència, i va ser fundada per les penyes Gol Gran i Ultras Yomus.
La trajectòria de la Curva Nord estigué marcada per la del grup ultradretà Ultras Yomus, que protagonitzà diverses crisis internes. Després d'un canvi de lideratge, el juliol de 2013 publiquen un comunitat on es deia que abandonava la Curva, després de protagonitzar alguns incidents durant la temporada anterior. Tot i que Yomus mai no abandonà la ubicació al camp junt a la grada jove, les restriccions a socis majors de vint-i-cinc anys a accedir a aquella part del camp, més la participació de membres de l'organització a les agressions del 9 d'octubre de 2017, feren que des de la directiva del club hi hagueren cada vegada més restriccions envers la Curva, que el 2021 anuncià la seua dissolució, després de dos anys sense poder accedir a Mestalla.

## Història
Durant la renovació d'abonaments de la temporada 2009-2010 es mantenen contactes entre els tres grups d'animació del Camp de Mestalla (Gol Gran, VCF Sud i Ultras Yomus) per tal de crear una grada d'animació a l'estadi del València CF. A partir d'este moment es produïx un acostament entre Gol Gran i Yomus, arribant a participar conjuntament en diferents desplaçaments, com als camps de l'Hèrcules CF i del Llevant UE, que van ser qualificats d'exitosos per part dels dos grups, si bé en el desplaçament a Alacant, membres d'Ultras Yomus van tindre incidents amb la policia. La policia va requisar cinturons amb emblemes nazis, una navalla i diverses bengales.
El 9 de juliol de 2011 Gol Gran i Yomus realitzen un spot publicitari a la Plaça de l'Afició del València CF per a promocionar la creació de la Curva. L'spot mai seria publicat per l'aparició en ell d'un grup violent i d'extrema dreta, el Grup d'Acció Valencianista, que havien fet cas omís als advertiments dels organitzadors de la Curva que aquell era un acte apolític. La Curva Nord va emetre un comunicat on anunciaven que es desmarcaven d'aquella organització, alhora que reiteraven el caràcter apolític de la grada.
Al partit de presentació de la temporada 2011-2012, la Curva Nord comença a funcionar de facto, ja que s'ajunten Yomus i Gol Gran en la seua actual demarcació, mentre, amb el vistiplau de l'Agrupació de Penyes es crea un comité per a la creació de la grada. Per la seua banda, VCF Sud va desmarcar-se del projecte i continuaren al seu emplaçament original, a la part superior del gol sud.
En novembre de 2011, membres de Gol Gran i Yomus defensaren, davant la Junta d'Accionistes del Club, la necessitat de tindre una grada jove de caràcter apolític. Poques hores després, el president d'Ultras Yomus, present a l'acte, va ser detingut per agredir a un aficionat del Reial Madrid.
Durant els primers mesos es va fer evident l'èxit de la iniciativa, ja que el sector de la Curva va ser un dels pocs que es va plenar a Mestalla en una temporada marcada per la crisi econòmica tant a València com al mateix club. Tot i això, als inicis va haver-hi tensions a causa de l'atenció que la directiva del club va posar per tal de garantir que a la grada no ocorreguera cap incident. Els membres de CN10 van amenaçar de no assistir al camp en un partit pels rigorosos controls dels que eren objecte a l'entrada de l'estadi.
En novembre de 2012, diversos membres de la Curva Nord van ser detenguts per robatori amb violència el dia d'un partit davant l'Atlètic de Madrid. Un d'ells, de 23 anys, tenia antecedents policials. En febrer de 2013, diversos integrants de la Curva són agredits per aficionats del Paris Saint Germain durant un partit de Champions League a Mestalla. La Curva va responsabilitzar a la policia dels incidents ocorreguts, i per això van decidir no assistir al següent partit de lliga contra el RCD Mallorca per a protestar de manera simbòlica. En maig de 2013, membres d'Ultras Yomus van mostrar una pancarta amb simbologia nazi al sector de la CN10. La Curva va emetre un comunicat anunciant que les persones responsables serien expulsades, i que no anaven a consentir que s'exhibira simbologia violenta.
La temporada 2012-3013 va acabar amb dos pancartes en homenatge al jugador Antoni Puchades, que havia decés recentment. Tot i qualificar d'èxit els actes realitzats en la temporada, on s'incloïen campanyes benèfiques i actes de suport a l'equip filial a la Ciutat Esportiva de Paterna, la directiva de la Curva Nord va emetre un comunicat a finals de maig de 2013 on censurava alguns fets violents que havien ocorregut durant la temporada, remarcant el caràcter pacífic i apolític de la curva. Poc després s'anunciava que Ultras Yomus, grup d'animació amb vincles amb l'extrema dreta i protagonista de diversos actes violents al llarg de la seua història, abandonava la Curva Nord "per a poder mantenir la seua identitat com a grup diferenciat". Tanmateix, la ubicació a l'estadi dels seus 150 membres continuaria sent la mateixa que la de la Curva, que en la temporada 2013-2014 amplià la seua capacitat a 2.400 seients.
A partir d'aquell moment, des del club es parla de Grada Jove, i es comença a limitar l'edat dels participants als menors de 30 anys el 2015, readmetent-ne a alguns en les temporades següents. Finalment, la directiva d'Anil Murthy tornaria a canviar d'opinió i limitaria l'edat a menors de 25 el 2019, deixant fora de la Grada Jove a més de 1.000 persones vinculades a la Curva, i expulsant el president de Yomus.
En paral·lel, durant aquelles temporades es produïren amenaces per part de Yomus a membres de la Grada Jove que volien animar a l'equip, en un context on des del grup Ultra es volia deixar Mestalla sense animació com a forma de protesta. Finalment, la participació de membres amb simbologia de Yomus i Curva Nord a les agressions del 9 d'octubre de 2017, provoca que al 2019 el club dissolguera la grada, i que el 8 d'octubre del 2021 la Curva Nord anunciara la seua dissolució. El novembre del mateix any, el dirigent d'Ultras Yomus Ramón Castro, més conegut com El Levis, va intentar reorganitzar la Curva Nord amb el vist-i-plau del club. Posteriorment, el club va fer públic un comunicat on rebutjaven reunir-se amb Yomus.